# Yin Rugeng

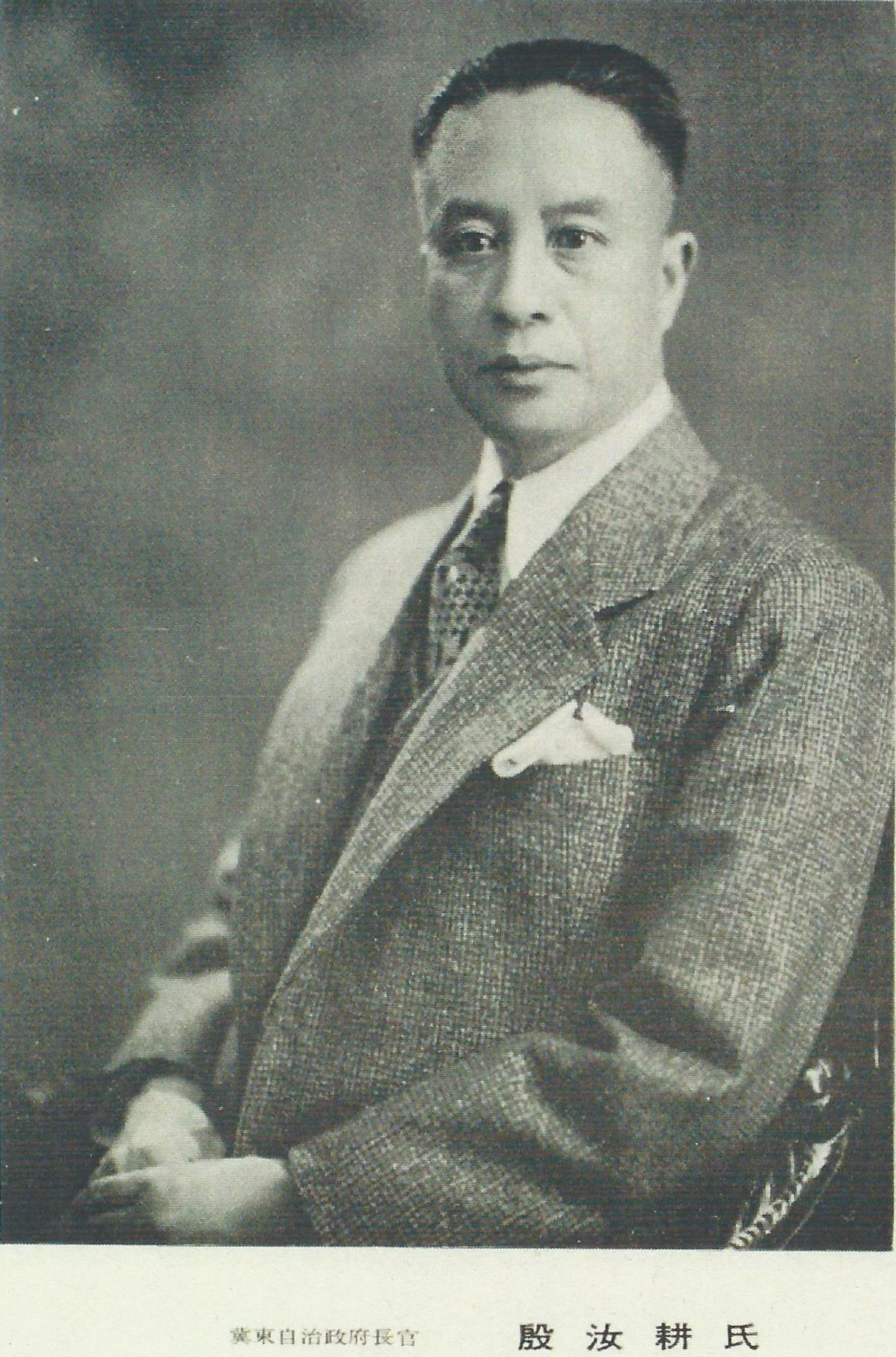
Yin Rugeng

Yin Rugeng (chinesisch 殷 汝耕; geboren 1885 Landkreis Pinyang, Provinz Zhejiang, China; gestorben 1. Dezember 1947) war ein chinesischer projapanischer Politiker.

## Leben und Wirken
Yin Rugeng ging am Ende der Qing-Dynastie zur Schulausbildung nach Japan. Während er die „Siebte Oberschule des alten Systems“. besuchte, spielte er zusammen mit seinem älteren Bruder Yin Ruli (殷 汝驪) eine aktive Rolle in der Xinhai-Revolution.
Nach dem Scheitern der Zweiten Revolution kehrte er nach Japan zurück und schloss sein Studium an der Fakultät für Politikwissenschaft der Waseda-Universität ab. Nach seiner Rückkehr aus Japan arbeitete er als Sekretär eines Abgeordneten in der Regierung von Peking. 1925 nahm er an der Guo-Songling-Rebellion teil. Die scheiterte jedoch und so floh Yin nach Japan. Später schloss er sich der Kuomintang-Regierung an und vertiefte seine Beziehungen zum pro-japanischen General und Politiker Huang Fu (黄 郛; 1883–1936). 1926 nahm er an der Nordexpedition der Nationalen Revolutionsarmee teil und diente als Korrespondent nach Japan für die nationalistische Regierung, um die Beziehungen zu Japan zu vertiefen. Er galt de facto dort als diplomatischer Vertreter. Yin war am Abschluss des Waffenstillstandsabkommens von Shanghai im Jahr 1931 und des Waffenstillstandsabkommens von Tanggu im Jahr 1932 beteiligt. 
Als Japan 1935 plante, Nordchina zu trennen und die Kuomintang-Streitkräfte aus der Provinz Hebei zu verdrängen, kooperierte er im November  mit Japans Politik der Abspaltung Nordchinas und gründete zusammen mit Generalmajor Doihara Kenji dem Leiter der Sonderbehörde der Kwantung-Armee, die „Antikommunistische Autonome Regierung Jidong“ (冀東防共自治政府, Jìdōng fánggòng zìzhì zhèngfǔ) in Tongzhou und wurde ihr Chef. Die Regierung, die über 23 Bezirke von Jidong (ein anderer Name für die Provinz Hebei) regierte, war berühmt dafür, den illegalen Handel auf japanischer Seite zu sanktionieren. 1937 trat er nach dem Tongzhou-Zwischenfall, bei dem das Militär derselben Regierung rebellierte und mehr als 100 japanische Einwohner tötete, als Direktor zurück. Danach lebte er zurückgezogen in Peking, wurde aber 1947, nach der Kapitulation Japans, als „Kankan“ (漢奸) – „Landesverräter“ – hingerichtet.